# Andreas Pouchenius der Jüngere
Andreas Pouchenius der Jüngere (auch: Pouchen; * 11. September 1553 in Braunschweig; † 14. Oktober 1613 in Königsberg) war ein deutscher lutherischer Theologe.

## Leben
Pouchenius war der Sohn des Andreas Pouchenius des Älteren. Er besuchte die Schule in Braunschweig und studierte seit April 1573 an der Universität Rostock. Hier absolvierte er zunächst ein Studium der philosophischen Wissenschaften, welches er am 10. April 1576 mit dem Erwerb des Magistergrades der philosophischen Wissenschaften abschloss. Nachdem er 1577 in den Senat der philosophischen Fakultät aufgenommen worden war, ging er nach Lübeck zu seinem Vater, wo er 1579 eine Disputation de Deo anfertigte und 1580 Subrektor am Katharineum zu Lübeck wurde. Schon im folgenden Jahr wandte er sich weiteren Studien zu, wie seine Immatrikulation am 9. September 1581 an der Universität Heidelberg belegt.
1583 trug er sich am 19. September in die Matrikel der Universität Tübingen ein. In Tübingen absolvierte er unter Dietrich Schnepf 1584 eine Disputation de baptismate und promovierte am 14. März 1586 zum Doktor der Theologie. Im selben Jahr berief ihn die Universität Königsberg zum zweiten ordentlichen Professor der Theologie. Er wurde drei Jahre später Pastor an der Löbenichtschen Kirche und 1603 Pastor in Kneiphof am Königsberger Dom. 1612 wurde er erster Professor der Theologie an der Universität Königsberg und damit verbunden Assessor am samländischen Konsistorium. Zudem hatte er sich auch an den organisatorischen Aufgaben der Königsberger Hochschule beteiligt und war in den Wintersemestern 1589/90, 1593/94, 1599/1600, 1602/03, 1605/06 sowie 1609/10 Rektor der Alma Mater.

## Familie
Aus seiner 1584 geschlossenen Ehe mit Maria, der Tochter des fürstlichen Präfekten in Tübingen Stephan Comberger, der Witwe des gräflich Ebersteinischen Kanzlers Lic. Thomas Kettner, sind drei Kinder bekannt. Von diesen weiß man:
- Andreas Pouchenis († als Kind)
- Judith Pouchenius (* 1586; † 5. Oktober 1614) ⚭ 1606 mit herzoglichen Kammerrat Valentin Geisendorffer
- Levin Pouchenius (* 26. Oktober 1594; † 4. Mai 1648) Professor der Theologie in Königsberg[7]

## Werke
- Responsionem ad Jo. Palmerii protestations opositas Formulae Concordiae. Lübeck 1579.
- Syntaxin figuratam juxta vetustissianos Grammaticos. Lübeck 1580.
- Dissertation: De naturarum unione et communicatione idiomatum in persona Christi.